# Bithynia majorcina
Bithynia majorcina és una espècie de mol·lusc gastròpode de la família Bithyniidae endèmica de l'est de l'illa de Mallorca.